# Kostel Navštívení Panny Marie (Nitra)
Kostel Navštívení Panny Marie je římskokatolický kostel nacházející se v Nitře. Kostel dal postavit biskup Imrich Palugyai, stavba v novorománském slohu byla dokončena v roce 1854. Rekonstruovaná byla v letech 1911, pak v čtyřicátých letech a v sedmdesátých letech 20. století. Donátora připomíná pamětní deska umístěná v kostele. Vysvěcení chrámu i kláštera vykonal jeho nástupce biskup Augustín Roškoványi.
Chrám je trojlodní, s prostornými empora ze tří stran chrámu. Délka hlavní lodi je 21 m, šířka 14,7 m a vnitřní výška hlavní lodi je 14,5 m. Celé stavbě dominuje neogotická věž, vysoká 53,5 m. Původně byla vyšší a zdobená neogotickými prvky, ale během bombardování Nitry za 2 světové války se část věže zřítila spolu se stropem. I proto není chrám prohlášen za národní kulturní památku.

## Výzdoba
Hlavní ozdobou kostela je vysoký dřevěný oltář se třemi oltářem obrazy, které vytvořil vídeňský malíř „Schiler“. Jsou to obrazy Panny Marie u Alžběty, sv. Imricha a sv. Vincence z Pauly. Pod obrazy je 12 soch apoštolů. Kazatelna je bohatě řezbářský zdobená a pozlacená. V západní empoře je umístěn zdobený varhany. Pod kostelem je prostorná krypta s oltářem, kde byly pohřbené řeholní sestry.
Dne 30. června 1996 na první výročí návštěvy papeže Jana Pavla II. V Nitře darovala města Nitra a Považská Bystrica papeži dar, který je umístěn právě v tomto kostele. Je to 9 m vysoká socha Ukřižovaného Krista vytesaná z jediného stromu. Původně stála na místě setkání sv. Otce s mládeží v Janíkovcích.

## Klášterní část
Řeholní sestry řádu sv. Vincence de Paul se do tohoto objektu nastěhovaly v roce 1861 s posláním učit mladé dívky. Kromě klášterních budov využívaly i školní budovu, nemocnici s 12 lůžky a internát, které zde byly původně umístěny. Malá nemocnice sloužila jako lazaret pro raněné vojáky během 1. světové války.